# Championnat d'Angleterre de football de deuxième division 2005-2006
Navigation
Édition précédente Édition suivante
La saison 2005-2006 de FL Championship est la 103e édition de la deuxième division anglaise. La saison commence le 6 août 2005 et s'achève le 21 mai 2006. Le championnat oppose en matches aller-retour, vingt-quatre clubs professionnels, dont trois promus de League One et trois relégués de Premier League.
À la fin de la saison, les deux premiers sont promus en Premier League et les quatre suivants s'affrontent en barrages de promotion. Les trois derniers sont quant à eux relégués en League One.
Reading FC remporte le championnat et obtient sa promotion en Premier League en compagnie de son dauphin Sheffield United. Les deux sont suivis par Watford FC qui remporte le barrage.
Crewe Alexandra, Millwall FC et Brighton & Hove Albion sont quant à eux relégués en League One à l'issue de la saison.

## Clubs participants
| \| Brighton Burnley Cardiff Coventry Crewe Alexandra Crystal Palace Derby County Hull Ipswich Leeds Leicester Luton Millwall Norwich Plymouth Preston QPR Reading Sheffield Utd Sheffield Wed Southampton Stoke Watford Wolverhampton \| Localisation des clubs |
| Brighton Burnley Cardiff Coventry Crewe Alexandra Crystal Palace Derby County Hull Ipswich Leeds Leicester Luton Millwall Norwich Plymouth Preston QPR Reading Sheffield Utd Sheffield Wed Southampton Stoke Watford Wolverhampton                              |

Légende des couleurs
- Relégué de première division
- Promu de troisième division

| Club                    | D2 depuis | Classement 2004-2005 | Entraîneur        | Stade                   | Capacité |
| ----------------------- | --------- | -------------------- | ----------------- | ----------------------- | -------- |
| Crystal Palace          | 2005      | 18e (PL)             | Iain Dowie        | Selhurst Park           | 26 309   |
| Norwich City            | 2005      | 19e (PL)             | Nigel Worthington | Carrow Road             | 26 018   |
| Southampton             | 2005      | 20e (PL)             | George Burley     | St Mary's Stadium       | 32 690   |
| Ipswich Town            | 2002      | 3e                   | Joe Royle         | Portman Road            | 30 311   |
| Derby County            | 2002      | 4e                   | Terry Westley     | Pride Park Stadium      | 33 597   |
| Preston North End       | 2000      | 5e                   | Billy Davies      | Deepdale                | 23 408   |
| Reading FC              | 2002      | 7e                   | Steve Coppell     | Madejski Stadium        | 24 161   |
| Sheffield United        | 1994      | 8e                   | Neil Warnock      | Bramall Lane            | 32 702   |
| Wolverhampton Wanderers | 2004      | 9e                   | Glenn Hoddle      | Molineux Stadium        | 27 828   |
| Millwall FC             | 2001      | 10e                  | Nigel Spackman    | The Den                 | 20 146   |
| Queens Park Rangers     | 2004      | 11e                  | Gary Waddock      | Loftus Road             | 18 360   |
| Stoke City              | 2002      | 12e                  | Johan Boskamp     | Britannia Stadium       | 27 740   |
| Burnley FC              | 2000      | 13e                  | Steve Cotterill   | Turf Moor               | 22 546   |
| Leeds United            | 2004      | 14e                  | Kevin Blackwell   | Elland Road             | 39 460   |
| Leicester City          | 2004      | 15e                  | Rob Kelly         | Walkers Stadium         | 32 500   |
| Cardiff City            | 2003      | 16e                  | Dave Jones        | Ninian Park             | 21 508   |
| Plymouth Argyle         | 2004      | 17e                  | Tony Pulis        | Home Park               | 18 000   |
| Watford FC              | 2000      | 18e                  | Aidy Boothroyd    | Vicarage Road           | 17 504   |
| Coventry City           | 2001      | 19e                  | Micky Adams       | Ricoh Arena             | 32 602   |
| Brighton & Hove Albion  | 2004      | 20e                  | Mark McGhee       | Withdean Stadium        | 8 850    |
| Crewe Alexandra         | 2003      | 21e                  | Dario Gradi       | Alexandra Stadium       | 10 153   |
| Luton Town              | 2005      | 1er (LO)             | Mike Newell       | Kenilworth Road Stadium | 10 226   |
| Hull City               | 2005      | 2e (LO)              | Peter Taylor      | KC Stadium              | 25 586   |
| Sheffield Wednesday     | 2005      | 5e (LO)              | Paul Sturrock     | Hillsborough            | 39 812   |

## Compétition

### Classement
Le classement est établi sur le barème de points classique (victoire à 3 points, match nul à 1, défaite à 0).
Pour départager les égalités, on tient d'abord compte de la différence de buts générale, puis du nombre de buts marqués, puis des confrontations directes et enfin si la qualification ou la relégation est en jeu, les deux équipes jouent une rencontre d'appui sur terrain neutre.
| Rang | Équipe                  | Pts | J  | G  | N  | P  | Bp | Bc | Diff |
| ---- | ----------------------- | --- | -- | -- | -- | -- | -- | -- | ---- |
| 1    | Reading FC              | 106 | 46 | 31 | 13 | 2  | 99 | 32 | +67  |
| 2    | Sheffield United        | 92  | 46 | 26 | 14 | 6  | 76 | 46 | +30  |
| 3    | Watford FC              | 81  | 46 | 22 | 15 | 9  | 77 | 53 | +24  |
| 4    | Preston North End       | 80  | 46 | 20 | 20 | 6  | 59 | 30 | +29  |
| 5    | Leeds United            | 78  | 46 | 21 | 15 | 10 | 57 | 38 | +19  |
| 6    | Crystal Palace R        | 75  | 46 | 21 | 12 | 13 | 67 | 48 | +19  |
| 7    | Wolverhampton Wanderers | 67  | 46 | 16 | 19 | 11 | 50 | 40 | +10  |
| 8    | Coventry City           | 63  | 46 | 16 | 15 | 15 | 62 | 65 | -3   |
| 9    | Norwich City R          | 62  | 46 | 18 | 8  | 20 | 56 | 65 | -9   |
| 10   | Luton Town P            | 61  | 46 | 17 | 10 | 19 | 66 | 67 | -1   |
| 11   | Cardiff City            | 60  | 46 | 16 | 12 | 18 | 58 | 59 | -1   |
| 12   | Southampton FC R        | 58  | 46 | 13 | 19 | 14 | 49 | 50 | -1   |
| 13   | Stoke City              | 58  | 46 | 17 | 7  | 22 | 54 | 63 | -9   |
| 14   | Plymouth Argyle         | 56  | 46 | 13 | 17 | 16 | 39 | 46 | -7   |
| 15   | Ipswich Town            | 56  | 46 | 14 | 14 | 18 | 53 | 66 | -13  |
| 16   | Leicester City          | 54  | 46 | 13 | 15 | 18 | 51 | 59 | -8   |
| 17   | Burnley FC              | 54  | 46 | 14 | 12 | 20 | 46 | 54 | -8   |
| 18   | Hull City P             | 52  | 46 | 12 | 16 | 18 | 49 | 55 | -6   |
| 19   | Sheffield Wednesday P   | 52  | 46 | 13 | 13 | 20 | 39 | 52 | -13  |
| 20   | Derby County            | 50  | 46 | 10 | 20 | 16 | 53 | 67 | -14  |
| 21   | Queens Park Rangers     | 50  | 46 | 12 | 14 | 20 | 50 | 65 | -15  |
| 22   | Crewe Alexandra         | 42  | 46 | 9  | 15 | 22 | 57 | 86 | -29  |
| 23   | Millwall FC             | 40  | 46 | 8  | 16 | 22 | 35 | 62 | -27  |
| 22   | Brighton & Hove Albion  | 38  | 46 | 7  | 17 | 22 | 39 | 71 | -32  |

| Légende | Légende                                                       |
| ------- | ------------------------------------------------------------- |
|         | Promu en Premier League                                       |
|         | Qualification pour les barrages d'accession en Premier League |
|         | Relégation en League One                                      |
|         | R : Relégué de Premier League P : Promu de League One         |

### Barrages de promotion
|  | Demi-finale | Demi-finale       | Demi-finale | Demi-finale |              |              | Finale                     | Finale                     | Finale                     | Finale                     |
|  |             |                   |             |             |              |              |                            |                            |                            |                            |
|  | 5 et 8 mai  | 5 et 8 mai        | 5 et 8 mai  | 5 et 8 mai  |              |              | 21 mai, Millennium Stadium | 21 mai, Millennium Stadium | 21 mai, Millennium Stadium | 21 mai, Millennium Stadium |
|  | 5           | Leeds United      | 1           | 2           |              |              | 21 mai, Millennium Stadium | 21 mai, Millennium Stadium | 21 mai, Millennium Stadium | 21 mai, Millennium Stadium |
|  | 5           | Leeds United      | 1           | 2           |              |              | 21 mai, Millennium Stadium | 21 mai, Millennium Stadium | 21 mai, Millennium Stadium | 21 mai, Millennium Stadium |
|  | 4           | Preston North End | 1           | 0           |              |              | 21 mai, Millennium Stadium | 21 mai, Millennium Stadium | 21 mai, Millennium Stadium | 21 mai, Millennium Stadium |
|  | 4           | Preston North End | 1           | 0           | Leeds United | Leeds United | 0                          | 0                          |                            |                            |
|  | 6 et 9 mai  |                   |             |             | Leeds United | Leeds United | 0                          | 0                          |                            |                            |
|  |             |                   | Watford FC  | Watford FC  | 3            | 3            |                            |                            |                            |                            |
|  | 6           | Crystal Palace    | Watford FC  | Watford FC  | 3            | 3            | 0                          | 0                          |                            |                            |
|  | 6           | Crystal Palace    |             |             |              |              |                            | 0                          |                            |                            |
|  | 3           | Watford FC        | 3           | 0           |              |              |                            |                            |                            |                            |
|  | 3           | Watford FC        | 3           | 0           |              |              |                            |                            |                            |                            |

## Statistiques
| Position | Nom              | Club           | Buts |
| -------- | ---------------- | -------------- | ---- |
| 1        | Marlon King      | Watford FC     | 22   |
| 2        | Dave Kitson      | Reading FC     | 18   |
| 2        | Cameron Jerome   | Cardiff City   | 18   |
| 2        | Kevin Doyle      | Reading FC     | 18   |
| 5        | Darius Henderson | Watford FC     | 15   |
| 5        | Andy Johnson     | Crystal Palace | 15   |
| 5        | Gary McSheffrey  | Coventry City  | 15   |
| 5        | Ade Akinbiyi     | Burnley FC     | 15   |
| 9        | Steve Howard     | Luton Town     | 14   |
| 9        | Ashley Young     | Watford FC     | 14   |

| Position | Nom           | Club                | Passes |
| -------- | ------------- | ------------------- | ------ |
| 1        | Glen Little   | Reading FC          | 14     |
| 2        | Lee Cook      | Queens Park Rangers | 13     |
| 2        | Ashley Young  | Watford FC          | 13     |
| 4        | Steve Jones   | Crewe Alexandra     | 12     |
| 5        | Nicky Shorey  | Reading FC          | 11     |
| 5        | Darren Currie | Ipswich Town        | 11     |
| 7        | Bobby Convey  | Reading FC          | 10     |
| 7        | Jason Koumas  | Cardiff City        | 10     |
| 7        | Kevin Doyle   | Reading FC          | 10     |
| 10       | Marlon King   | Watford FC          | 9      |
| 10       | Kenny Lunt    | Crewe Alexandra     | 9      |